# Тремошница
Тремошница или Тремощица е бивше село и местност в Югозападна България, разположено на територията на община Сандански, област Благоевград.

## География
Селото се е намирало североизточно от град Сандански (Свети Врач) по пътя за Попина лъка при слива на реките Тремошница (Арнаутдере) и Бистрица в планината Пирин. Близо до местността има изграден параклис „Свети Иван Рилски“, известен повече като „Свети Отец“. Според едно предание, на това място е живял Свети Иван Рилски, преди да се усамоти в Рилския манастир.

## История
Тремошница става част от България след Междусъюзническата война от 1913 година. Селото е включено в Мелнишката околия, а от 1926 година – в Светиврачката околия.
Изселено е след 1926 година и заличено на 27 септември 1937 година.